# Международный день защиты информации
Международный день защиты информации (англ. Computer Security Day) — праздник, который отмечается с 30 ноября 1988 года по инициативе ACM.
Связано это с эпидемией компьютерного вируса, созданного Робертом Моррисом и запущенного 2 ноября 1988 года в MIT, что привело к массовому заражению компьютеров в сети ARPANET.
В ноябре 1988 года был создан Координационный центр CERT.
Обычно в это время проводятся различные конференции, например ACM Computer and Communications Security Conference (CCS), мероприятия по безопасности. Рассматриваются способы защиты от вирусов и самые известные из заражений.